# Ute Bertram

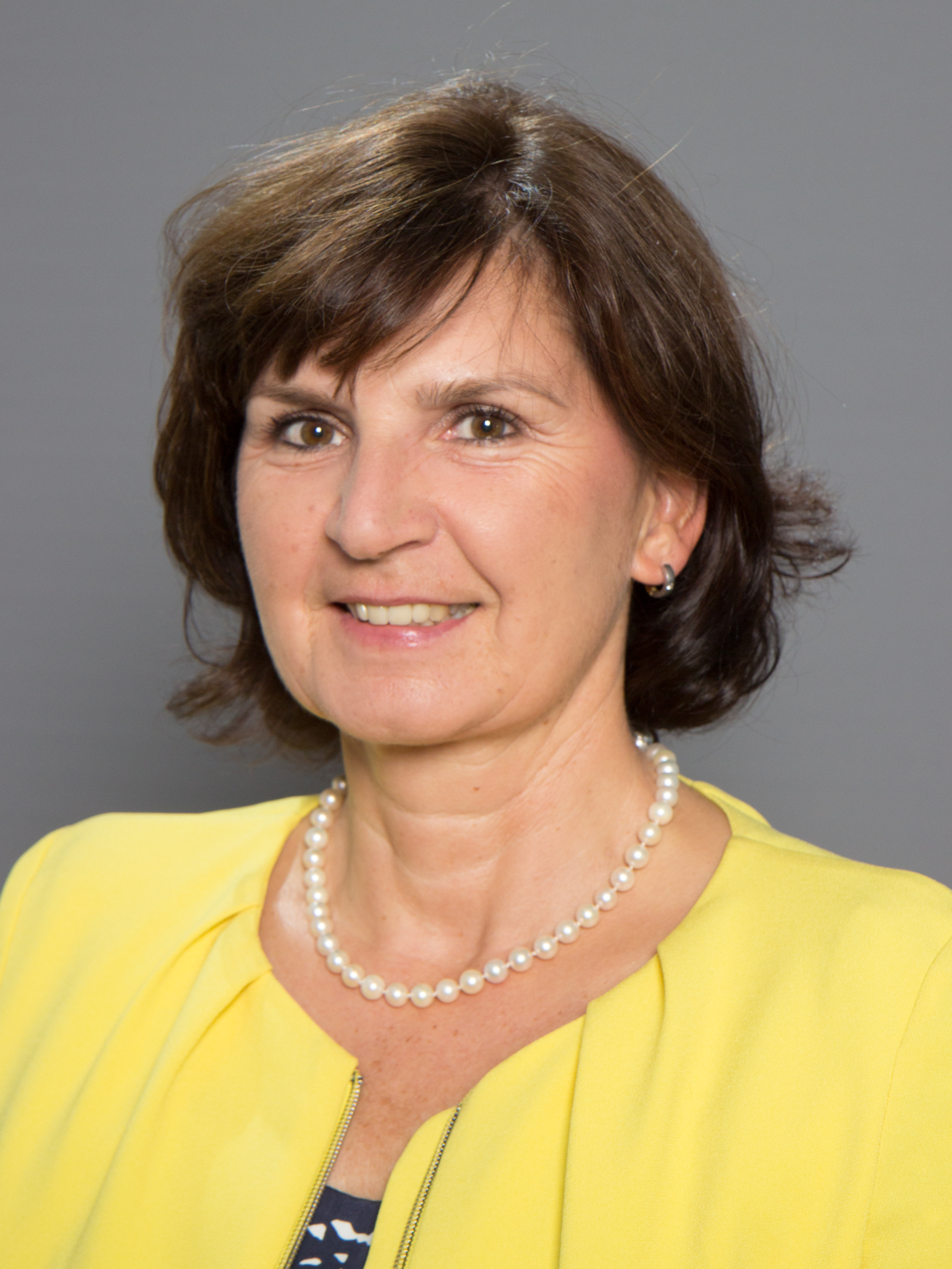
Ute Bertram (2014)

Ute Bertram (* 8. Juli 1961 in Hildesheim) ist eine deutsche Bankfachwirtin und Politikerin (CDU). Sie war Mitglied im 18. Deutschen Bundestag und ist seit 2020 Vorsitzende der Bundesvereinigung Prävention und Gesundheitsförderung.

## Biografie
Ute Bertram besuchte das Scharnhorstgymnasium in Hildesheim und legte dort 1980 die Abiturprüfung ab. Eine Ausbildung zur Bankkauffrau mit Abschluss 1982 folgte. An der Bankakademie Hannover bildete sie sich zur Bankfachwirtin fort. Für eine deutsche Großbank war sie an verschiedenen Standorten tätig. Bertram engagiert sich in der Kommunalpolitik und ist seit Dezember 2020 Vorsitzende der "Bundesvereinigung für Prävention und Gesundheitsförderung" (BVPG).

## Politik
Bertram trat 2006 in die CDU ein. 
Von 2011 bis 2016 war und seit 2021 ist sie Mitglied des Kreistages des Landkreises Hildesheim.
Bei den Bundestagswahlen 2013, 2017 und 2021 trat sie für die CDU im Wahlkreis Hildesheim an. 
2013 gewann mit 42,3 Prozent der Erststimmen das Direktmandat, das seit 1969 stets Kandidaten der SPD innehatten. Sie war somit von 2013 bis 2017 Mitglied des Bundestages. Sie gehörte dort dem Ausschuss für Kultur und Medien und dem Ausschuss für Gesundheit an und war Schriftführerin.
2017 und 2021 unterlag sie jeweils dem SPD-Kandidaten Bernd Westphal. Auch ihr Listenplatz genügte nicht für einen Wiedereinzug in den Bundestag.